# Greet Minnen
Greet Minnen, née le 14 août 1997 à Turnhout, est une joueuse de tennis belge.

## Carrière
En junior, elle atteint la finale du double et les demi-finales du simple de l'Open d'Australie 2015.
Elle remporte son premier titre sur le circuit WTA en double à Luxembourg en 2018 avec sa compagne Alison Van Uytvanck.
En 2019, elle se qualifie pour son premier tournoi WTA en simple à Hobart après avoir battu en qualifications pour la première fois une joueuse du top 100, Katie Boulter (97e). Elle remporte son premier match dans un tableau principal WTA contre Kateryna Kozlova puis bat Magda Linette pour se qualifier pour les quarts de finale où elle est éliminée par Alizé Cornet. En avril, elle se qualifie pour le tournoi Premier de Stuttgart et bat au premier tour Dominika Cibulková, 33e joueuse mondiale.
En 2023, elle parvient en finale d'un tournoi WTA pour la première fois de sa carrière en simple, en sortant la tête de série numéro deux Claire Liu (2-6, 6-2, 6-4), la Britannique Jodie Burrage (6-4, 6-3) ainsi que les Américaines Emma Navarro (3-6, 6-3, 6-3) et Katie Volynets (6-3, 6-3). Elle est battue en finale par l'ex numéro trois mondiale, la tête de série numéro une Sloane Stephens (3-6, 4-6).
En juin 2025, elle remporte le tournoi WTA 125 de Birmingham, disputé sur gazon. Il s'agit de son premier titre dans cette catégorie. Au premier tour, elle s'impose face à la Néerlandaise Arianne Hartono en deux sets (6-4, 6-2). Elle affronte ensuite la Tchèque Tereza Martincová au deuxième tour, contre qui elle renverse la situation après la perte du premier set pour finalement l'emporter (3-6, 7-65, 6-3). En quart de finale, elle bat la tête de série numéro 2, l’Australienne Kimberly Birrell, en trois sets accrochés (6-3, 5-7, 6-3). En demi-finale, elle dispute un match très serré contre Rebeka Masarova, sauvant plusieurs balles de match et s'imposant au bout du suspense, (3-6, 7-67, 7-65). Elle conclut son parcours en dominant largement la Tchèque en finale Linda Fruhvirtová (6-2, 6-1), en seulement 63 minutes de jeu.

## Vie privée
Elle est la compagne de la joueuse de tennis belge Alison Van Uytvanck jusqu'en octobre 2021.

## Palmarès WTA

### Titres en double dames
| No | Date       | Nom et lieu du tournoi                     | Catégorie | Dotation  | Surface    | Partenaire          | Finalistes                          | Score     |         |
| -- | ---------- | ------------------------------------------ | --------- | --------- | ---------- | ------------------- | ----------------------------------- | --------- | ------- |
| 1  | 15-10-2018 | BGL BNP Paribas Luxembourg Open Luxembourg | Intern'l  | 226 750 $ | Dur (int.) | Alison Van Uytvanck | Vera Lapko Mandy Minella            | 7-63, 6-2 | Tableau |
| 2  | 13-09-2021 | BGL BNP Paribas Luxembourg Open Luxembourg | WTA 250   | 235 238 $ | Dur (int.) | Alison Van Uytvanck | Erin Routliffe Kimberley Zimmermann | 6-3, 6-3  | Tableau |

### Finales en double dames
| No | Date       | Nom et lieu du tournoi                  | Catégorie | Dotation    | Surface      | Vainqueures                        | Partenaire          | Score    |         |
| -- | ---------- | --------------------------------------- | --------- | ----------- | ------------ | ---------------------------------- | ------------------- | -------- | ------- |
| 1  | 16-05-2021 | Serbia Ladies Open Belgrade             | WTA 250   | 235 238 $   | Terre (ext.) | Aleksandra Krunić Nina Stojanović  | Alison Van Uytvanck | 6-0, 6-2 | Tableau |
| 2  | 01-01-2024 | Brisbane International by Evie Brisbane | WTA 500   | 1 736 763 $ | Dur (ext.)   | Lyudmyla Kichenok Jeļena Ostapenko | Heather Watson      | 7-5, 6-2 | Tableau |

### Titre en simple en WTA 125
| No | Date       | Nom et lieu du tournoi            | Catégorie | Dotation  | Surface      | Finaliste         | Score    |          |
| -- | ---------- | --------------------------------- | --------- | --------- | ------------ | ----------------- | -------- | -------- |
| 1  | 02-06-2025 | Lexus Birmingham Open, Birmingham | WTA 125   | 115 000 $ | Gazon (ext.) | Linda Fruhvirtová | 6-2, 6-1 | Parcours |

### Finales en simple en WTA 125
| No | Date       | Nom et lieu du tournoi            | Catégorie | Dotation  | Surface      | Vainqueure        | Score         |          |
| -- | ---------- | --------------------------------- | --------- | --------- | ------------ | ----------------- | ------------- | -------- |
| 1  | 01-05-2023 | Open 35 de Saint-Malo, Saint-Malo | WTA 125   | 115 000 $ | Terre (ext.) | Sloane Stephens   | 6-3, 6-4      | Parcours |
| 2  | 07-08-2023 | Polish Open, Kozerki              | WTA 125   | 115 000 $ | Dur (ext.)   | Dayana Yastremska | 2-6, 6-1, 6-3 | Parcours |

### Titres en double en WTA 125
| No | Date       | Nom et lieu du tournoi           | Catégorie | Dotation  | Surface      | Partenaire        | Finalistes                      | Score            |         |
| -- | ---------- | -------------------------------- | --------- | --------- | ------------ | ----------------- | ------------------------------- | ---------------- | ------- |
| 1  | 06-12-2021 | Open Angers Arena Loire Angers   | WTA 125   | 115 000 $ | Dur (int.)   | Tereza Mihalíková | Monica Niculescu Vera Zvonareva | 4-6, 6-1, [10-8] | Tableau |
| 2  | 01-05-2023 | Open 35 de Saint-Malo Saint-Malo | WTA 125   | 115 000 $ | Terre (ext.) | Bibiane Schoofs   | Ulrikke Eikeri Eri Hozumi       | 7-67, 7-63       | Tableau |

## Parcours en Grand Chelem

### En simple dames
| Année | Open d'Australie | Open d'Australie   | Internationaux de France | Internationaux de France | Wimbledon       | Wimbledon        | US Open         | US Open             |
| ----- | ---------------- | ------------------ | ------------------------ | ------------------------ | --------------- | ---------------- | --------------- | ------------------- |
| 2019  | —                | —                  | Q3                       | Sofya Zhuk               | Q3              | Coco Gauff       | Q1              | Kristína Kučová     |
| 2020  | 2e tour (1/32)   | Elena Rybakina     | 1er tour (1/64)          | Nadia Podoroska          | Annulé          | Annulé           | 1er tour (1/64) | Markéta Vondroušová |
| 2021  | 1er tour (1/64)  | Petra Kvitová      | 1er tour (1/64)          | Petra Kvitová            | 1er tour (1/64) | Ajla Tomljanović | 3e tour (1/16)  | Bianca Andreescu    |
| 2022  | 1er tour (1/64)  | Jaqueline Cristian | 1er tour (1/64)          | Ekaterina Alexandrova    | 2e tour (1/32)  | Zheng Qinwen     | 1er tour (1/64) | Sloane Stephens     |
| 2023  | Q1               | Simona Waltert     | Q3                       | Dayana Yastremska        | 1er tour (1/64) | Jeļena Ostapenko | 3e tour (1/16)  | Daria Kasatkina     |
| 2024  | 1er tour (1/64)  | Clara Tauson       | 1er tour (1/64)          | Elena Rybakina           | 2e tour (1/32)  | Jasmine Paolini  | 2e tour (1/32)  | Donna Vekić         |
| 2025  | 1er tour (1/64)  | Destanee Aiava     | 1er tour (1/64)          | Caroline Dolehide        | —               | —                |                 |                     |

N.B. : à droite du résultat se trouve le nom de l'ultime adversaire.

### En double dames
| Année | Open d'Australie                                                                        | Open d'Australie                                                                        | Internationaux de France                                                                       | Internationaux de France                                                            | Wimbledon                                                                             | Wimbledon | US Open | US Open |
| ----- | --------------------------------------------------------------------------------------- | --------------------------------------------------------------------------------------- | ---------------------------------------------------------------------------------------------- | ----------------------------------------------------------------------------------- | ------------------------------------------------------------------------------------- | --------- | ------- | ------- |
| 2019  | —                                                                                       | —                                                                                       | —                                                                                              | —                                                                                   | 2e tour (1/16) A. Van Uytvanck \|\| style="text-align:left;" \| Chan H.-c. Chan Y.-j. | —         | —       |         |
| 2020  | 1er tour (1/32) A. Van Uytvanck \|\| style="text-align:left;" \| S. Aoyama E. Shibahara | 2e tour (1/16) A. Van Uytvanck \|\| style="text-align:left;" \| V. Kudermetova Zhang S. | Annulé                                                                                         | Annulé                                                                              | —                                                                                     | —         |         |         |
| 2021  | —                                                                                       | —                                                                                       | 1er tour (1/32) A. Van Uytvanck \|\| style="text-align:left;" \| A. Pavlyuchenkova E. Rybakina | 2e tour (1/16) A. Van Uytvanck \|\| style="text-align:left;" \| V. Kužmová A. Rus   | 1/8 de finale A. Van Uytvanck \|\| style="text-align:left;" \| Hsieh S.-w. E. Mertens |           |         |         |
| 2022  | 2e tour (1/16) E. Perez \|\| style="text-align:left;" \| A. Guarachi N. Melichar        | 1/4 de finale A. Bondár \|\| style="text-align:left;" \| C. Gauff J. Pegula             | 1er tour (1/32) A. Bondár \|\| style="text-align:left;" \| E. Mertens Zhang S.                 | 2e tour (1/16) A. Bondár \|\| style="text-align:left;" \| L. Kichenok J. Ostapenko  |                                                                                       |           |         |         |
| 2023  | 2e tour (1/16) A. Bondár \|\| style="text-align:left;" \| V. Golubic M. Niculescu       | 1/4 de finale A. Bondár \|\| style="text-align:left;" \| C. Gauff J. Pegula             | 1/8 de finale A. Bondár \|\| style="text-align:left;" \| M. Bouzková S. Sorribes Tormo         | 2e tour (1/16) Wickmayer \|\| style="text-align:left;" \| L. Siegemund V. Zvonareva |                                                                                       |           |         |         |
| 2024  | 1er tour (1/32) Y. Wickmayer \|\| style="text-align:left;" \| Hsieh S.-w. E. Mertens    | 1er tour (1/32) A. Bondár \|\| style="text-align:left;" \| U. Eikeri I. Neel            | 1er tour (1/32) H. Watson \|\| style="text-align:left;" \| S. Kenin B. Mattek-Sands            | —                                                                                   | —                                                                                     |           |         |         |
| 2025  | —                                                                                       | —                                                                                       | 1er tour (1/32) A. Bondár \|\| style="text-align:left;" \| Hsieh S.-w. J. Ostapenko            |                                                                                     |                                                                                       |           |         |         |

N.B. : le nom de la partenaire se trouve sous le résultat ; les noms des ultimes adversaires se trouvent à droite.

## Parcours en WTA 1000
Les tournois WTA « Premier Mandatory » et « Premier 5 » (entre 2009 et 2020) et WTA 1000 (à partir de 2021) constituent les catégories d'épreuves les plus prestigieuses, après les quatre levées du Grand Chelem. 

De 2009 à 2023, les tournois Premier Mandatory (dits tournois WTA 1000 obligatoires entre 2021 et 2023) regroupent Indian Wells, Miami, Madrid et Pékin, les autres constituant les tournois Premier 5 (tournois WTA 1000 non-obligatoires). À partir de 2024, le nombre de tournois WTA 1000 passe à 10 par saison (fin de l’alternance Doha / Dubaï), ces derniers devenant tous obligatoires et offrant tous 1000 points à la vainqueure (contre 900 points précédemment pour les tournois Premier 5).

### En simple dames
| Année |       |                               |         |                              |                              |                               |                             |                            |                          |                         |  |  |
| Doha  | Dubaï | Indian Wells                  | Miami   | Madrid                       | Rome                         | Canada                        | Cincinnati                  | Pékin                      |                          | Wuhan                   |  |  |
| Doha  | Dubaï | Indian Wells                  | Miami   | Madrid                       | Rome                         | Canada                        | Cincinnati                  | Pékin                      | Guadalajara              |                         |  |  |
| Doha  | Dubaï | Indian Wells                  | Miami   | Madrid                       | Rome                         | Canada                        | Cincinnati                  | Pékin                      |                          |                         |  |  |
| 2022  |       |                               | WTA 500 |                              | 1er tour (1/64) D. Saville   | 1er tour (1/32) D. Yastremska |                             |                            |                          | Hors calendrier         |  |  |
|       |       |                               |         |                              |                              |                               |                             |                            |                          |                         |  |  |
| 2024  |       | 2e tour (1/16) M. Vondroušová |         | 1er tour (1/64) K. Siniaková | 3e tour (1/16) Y. Putintseva | 1er tour (1/64) N. Osaka      | 1er tour (1/64) D. Shnaider | 2e tour (1/16) V. Azarenka |                          | 3e tour (1/16) Zhang S. |  |  |
| 2025  |       | 1er tour (1/32) L. Fernandez  |         |                              | 1er tour (1/64) R. Masarova  |                               |                             |                            | 1er tour (1/64) M. Joint |                         |  |  |

Sous le résultat, l’ultime adversaire.
1. 1 2   Les tournois de Doha et Dubaï alternent le statut de tournoi WTA 1000 (ex Premier 5) entre 2009 et 2023 : les trois premières éditions ont lieu à Dubaï, les trois suivantes à Doha, puis Dubaï accueille le tournoi de cette catégorie les années impaires et Dubaï les années paires. De 2011 à 2023, la ville qui n’accueille pas de WTA 1000 organise à la place un tournoi WTA 500 (ex Premier).
2. 1 2 3 4 5 6 7   L’ordre de déroulement des tournois a évolué depuis 2009 : Rome se dispute avant Madrid et Cincinnati avant Montréal/Toronto jusqu’en 2010, tandis que Tokyo (2009-2013)-Wuhan (2014-2019, 2024-)-Guadalajara (2022-2023) ont lieu avant Pékin jusqu’en 2023.
3. ↑  Le 1er décembre 2021, le président de la WTA, Steve Simon, annonce que tous les tournois prévus en Chine et à Hong Kong sont suspendus à partir de 2022, en raison de préoccupations concernant la sécurité et le bien-être de la joueuse de tennis chinoise Peng Shuai après ses allégations de relations sexuelles non-consenties avec Zhang Gaoli, membre de haut rang du Parti communiste chinois. Le tournoi de Pékin revient en 2023. Le tournoi de Guadalajara remplace celui de Wuhan pendant deux ans, ce dernier réapparaissant en 2024.

## Palmarès ITF

### Titres en simple
| #   | Date       | Tournoi         | Surface         | Dotation | Adversaire           | Score         |
| --- | ---------- | --------------- | --------------- | -------- | -------------------- | ------------- |
| 1.  | 07/09/2015 | Pétange         | Dur (int.)      | 15 000 $ | Michaela Hončová     | 6-0, 3-6, 6-3 |
| 2.  | 12/10/2015 | Antalya         | Dur             | 10 000 $ | Daiana Negreanu      | 6-3, 3-0 ab.  |
| 3.  | 27/06/2016 | Charm el-Cheikh | Dur             | 10 000 $ | Ioana Diana Pietroiu | 7-62, 6-2     |
| 4.  | 05/03/2018 | Solarino        | Moquette        | 15 000 $ | Quinn Gleason        | 2-6, 6-2, 6-4 |
| 5.  | 22/05/2018 | Antalya         | Terre battue    | 15 000 $ | Julia Stamatova      | 6-0, 6-1      |
| 6.  | 14/08/2018 | Oldenzaal       | Terre battue    | 15 000 $ | Arianne Hartono      | 6-2, 6-2      |
| 7.  | 03/09/2018 | Santarém        | Dur             | 15 000 $ | Samantha Murray      | 7-5, 6-3      |
| 8.  | 05/03/2019 | Yokohama        | Dur             | 25 000 $ | Elena-Gabriela Ruse  | 6-4, 6-1      |
| 9.  | 14/02/2022 | Altenkirchen    | Moquette (int.) | 60 000 $ | Daria Snigur         | 6-4, 6-3      |
| 10. | 23/01/2023 | Sunderland      | Dur (int.)      | 60 000 $ | Mona Barthel         | 6-2, 1-6, 6-0 |
| 11. | 06/02/2023 | Porto           | Dur (int.)      | 40 000 $ | Tara Würth           | 6-2, 6-2      |

### Titres en double
| #  | Date       | Tournoi           | Surface         | Dotation | Partenaire       | Adversaires                        | Score    |
| -- | ---------- | ----------------- | --------------- | -------- | ---------------- | ---------------------------------- | -------- |
| 1. | 13/02/2023 | Altenkirchen      | Moquette (int.) | 60 000 $ | Yanina Wickmayer | Freya Christie Ali Collins         | 6-1, 6-3 |
| 2. | 27/02/2023 | Trnava            | Dur (int.)      | 60 000 $ | Yanina Wickmayer | Sapfo Sakellaridi Radka Zelníčková | 6-4, 6-4 |
| 3. | 27/03/2023 | Croissy-Beaubourg | Dur (int.)      | 60 000 $ | Yanina Wickmayer | Jodie Burrage Berfu Cengiz         | 6-4, 6-4 |

## Classements WTA en fin de saison
| Année          | 2015 | 2016 | 2017 | 2018 | 2019 | 2020 | 2021 | 2022 | 2023 | 2024 |
| Rang en simple | 457  | 323  | 828  | 316  | 123  | 110  | 75   | 202  | 62   | 96   |
| Rang en double | 714  | 605  | –    | 221  | 171  | 108  | 91   | 65   | 59   | 161  |

Source : (en) Classements de Greet Minnen sur le site officiel de la Fédération internationale de tennis